# Oberehrendingen
Oberehrendingen est une localité suisse du canton d'Argovie, située dans le district de Baden.
Elle a fusionné avec sa commune voisine de Unterehrendingen le 1er janvier 2006 créant ainsi la commune de Ehrendingen.

Vue aérienne (1956)